# Alao
Alao – wieś w Samoa Amerykańskim (Dystrykt Wschodni); na wyspie Tutuila; 495 mieszkańców (2010).